# Gorbia
La gorbia (gŭbia o gŭlbia in Latino tardo) è il cono metallico (solitamente realizzato in ferro) cavo nel quale viene infisso il manico o astile di attrezzi (es. scure o zappa) ed armi inastate (lancia, alabarda ecc.) per garantire maggior solidità rispetto ad un sistema di bloccaggio basato su di un anello d'arresto. Nel bastone da passeggio, la gorbia è invece il puntale metallico di rinforzo all'estremità inferiore (v. calzuolo).
In meccanica, la gorbia è il puntale metallico cavo in cui s'incastra una parte di un arnese, con valenza simile a quella della ghiera.
Gorbia era anche nome proprio di una particolare tipologia di mazza caratterizzata dalla presenza di un corpo metallico cavo in rinforzo all'estremità destinata a colpire l'avversario.

## Storia
L'uso di una gorbia invece che di un semplice anello d'arresto per assicurare la lama al manico di un'arma inastata fu una miglioria introdotta nell'arte bellica dal sempre più massiccio utilizzo della lancia. Già la dory degli opliti greci presentava sia la gorbia che il calzuolo (sauroter) per garantire maggior efficacia nell'uso dell'arma ad una truppa sempre più specializzata.
Nel corso dell'Età del ferro, mentre gli anelli d'arresto continuavano ad essere utilizzati per le asce da battaglia o come rinforzo alle mazze, la gorbia trovò largo utilizzo nella realizzazione di armi inastate destinate a particolari corpi militari:
- Lo xiston degli Hetairoi macedoni ed il kontos dei Sarmati, i primi esempi accertati di lancia da cavalleria, ricorsero, come la lancia destinata alla mischia (la dory quanto la lunghissima sarissa) alla gorbia onde assicurare la lama all'asta;
- Caratteristica peculiare del pilum, il giavellotto distintivo del legionario romano, era invece il suo lungo puntale di metallo morbido che, all'impatto della punta-dardo con il bersaglio, si piegava verso la solida gorbia trasformando l'arma conficcata in un ostacolo debilitante l'avanzata del nemico.

Parallelamente, l'utilizzo della gorbia divenne la miglior soluzione per garantire più stabilità e funzionalità alla punta di una freccia. In alcuni casi, il vocabolo "gorbia" passò infatti ad indicare, per metonimia, la parte terminale metallica delle frecce:
(Dante Alighieri, Paradiso (Divina Commedia), canto 1)